# 何建功
何建功，中華民國外交官。畢業於東吳大學英文學系學士、喬治·華盛頓大學國際事務學院東亞關係所碩士，擅長葡萄牙語。曾任駐聖保羅臺北經濟文化辦事處長、外交部禮賓司副司長、駐葡萄牙臺北經濟文化中心公使銜代表、駐聖多美普林西比大使、駐巴西臺北經濟文化辦事處大使銜代表等職務。

## 職業生涯
2013年6月，駐葡萄牙代表何建功投書該國《每日新聞報》、「經濟訊息」（葡萄牙語：Inteligência Económica），對於菲律賓海巡署公務船在台灣漁船「廣大興28號」的暴行表示無法接受，呼籲菲律賓正式道歉、賠償、懲兇、立刻協商雙邊漁業協議。
2014年7月，欧洲汉学学会第20屆雙年會在葡萄牙舉辦，由於蔣經國國際學術交流基金會接受中華民國國家圖書館邀請，對會議贊助並參展，但中華人民共和國的國家漢語國際推廣領導小組辦公室主任，也是國務院參事许琳，在未獲同意下片面要求回收會議手冊，撕去其中有關蔣經國基金會刊登的介紹專頁。駐葡萄牙代表何建功知悉後向歐洲漢學學會及承辦的大學表達抗議，後來學會會長對此事表達歉意，更為台灣執言，介紹專頁也重新印製。
2016年12月21日，聖多美普林西比與中華民國斷交。據了解，當時人在台灣的駐聖普大使何建功原本要搭機返回聖普處理撤館事宜，但為了維護中華民國尊嚴，同時向聖普抗議，外交部訓令何建功不需要返回聖普，撤館事宜由駐聖普代辦張崇哲全權處理。對於駐聖普大使何建功是否沒有掌握狀況，外交部政務次長侯清山表示「他是找時間回來報告狀況，怎麼會知道今天就公布斷交，是聖多美普林西比蓄意欺騙。」